# Ulysses Llanez
Ulysses Llanez Jr. (Lynwood, 2 de abril de 2001) é um futebolista estadunidense que atua como ponta-esquerda. Atualmente está sem clube.

## Carreira
Formado na base do Los Angeles Galaxy, Llanez estreou profissionalmente em agosto de 2017, no LA Galaxy II (equipe reserva), substituindo Josh Turnley na derrota por 2 a 0 para o Phoenix Rising. Em abril de 2019, após completar 18 anos, foi anunciada a contratação do jogador pelo Wolfsburg, que o emprestou ao Heerenveen em setembro de 2020. Na equipe neerlandesa, Llanez disputou 5 jogos e não marcou nenhum gol.
Em julho de 2021, o Wolfsburg emprestou o ponta-esquerda ao St. Pölten, clube da Segunda Divisão austríaca, onde atuou em 45 partidas e marcou um gol. Em julho de 2024, deixou o Wolfsburg sem ter feito nenhuma partida oficial pelo clube, embora tivesse sido relacionado para 2 partidas do time principal na Bundesliga de 2019–20, contra Bayer Leverkusen e Bayern de Munique, não tendo saído do banco de reservas em ambas.

## Carreira internacional
Descendente de mexicanos, Llanez chegou a treinar com a Seleção Sub-16 de La Tri em 2016, porém não chegou a representar nenhuma equipe de base do México e decidiu atuar nas categorias Sub-17, Sub-18 e Sub-20 dos Estados Unidos, tendo jogado 3 partidas dos Stars and Stripes pela Copa do Mundo desta última, disputada em 2019, sendo convocado pela primeira vez para a seleção principal em dezembro do mesmo ano.
A estreia no time principal dos Yankees foi em fevereiro de 2020, marcando o gol da vitória sobre a Costa Rica, e também entrou em campo nos amistosos contra País de Gales e Panamá.

## Estatísticas

### Clubes
| Clube                   | Divisão          | Temporada      | Campeonato | Campeonato | Copa Nacional | Copa Nacional | Continental | Continental | Total    | Total |
| Clube                   | Divisão          | Temporada      | Partidas   | Gols       | Partidas      | Gols          | Partidas    | Gols        | Partidas | Gols  |
| ----------------------- | ---------------- | -------------- | ---------- | ---------- | ------------- | ------------- | ----------- | ----------- | -------- | ----- |
| LA Galaxy II            | USL Championship | 2017           | 9          | 0          | —             | —             | —           | —           | 9        | 0     |
| LA Galaxy II            | USL Championship | 2018           | 10         | 2          | —             | —             | —           | —           | 10       | 2     |
| LA Galaxy II            | Total            | Total          | 19         | 2          | 0             | 0             | 0           | 0           | 19       | 2     |
| Heerenveen (empréstimo) | Eredivisie       | 2020–21        | 5          | 0          | 1             | 0             | —           | —           | 6        | 0     |
| Heerenveen (empréstimo) | Total            | Total          | 5          | 0          | 1             | 0             | 0           | 0           | 6        | 0     |
| St. Pölten (empréstimo) | 2. Liga          | 2021–22        | 25         | 6          | 2             | 0             | —           | —           | 27       | 6     |
| St. Pölten (empréstimo) | 2. Liga          | 2022–23        | 20         | 5          | 2             | 2             | —           | —           | 22       | 7     |
| St. Pölten (empréstimo) | Total            | Total          | 45         | 11         | 4             | 2             | 0           | 0           | 49       | 13    |
| Total de jogos          | Total de jogos   | Total de jogos | 69         | 13         | 5             | 2             | 0           | 0           | 74       | 15    |

### Internacional
- Atualizado até 16 de novembro de 2020

| Seleção        | Ano   | Partidas | Gols |
| -------------- | ----- | -------- | ---- |
| Estados Unidos | 2020  | 3        | 1    |
| Total          | Total | 3        | 1    |

### Gols pela Seleção
| #  | Data                   | Local                                          | Adversário | Placar inicial | Placar final | Competição |
| -- | ---------------------- | ---------------------------------------------- | ---------- | -------------- | ------------ | ---------- |
| 1. | 1 de fevereiro de 2020 | Dignity Health Sports Park, Carson, Califórnia | Costa Rica | 1–0            | 1–0          | Amistoso   |

## Títulos
Estados Unidos Sub-20
- Campeonato da CONCACAF Sub-20: 2018

### Individuais
- Melhor onze do Campeonato da CONCACAF Sub-20: 2018